# Mattia Drudi

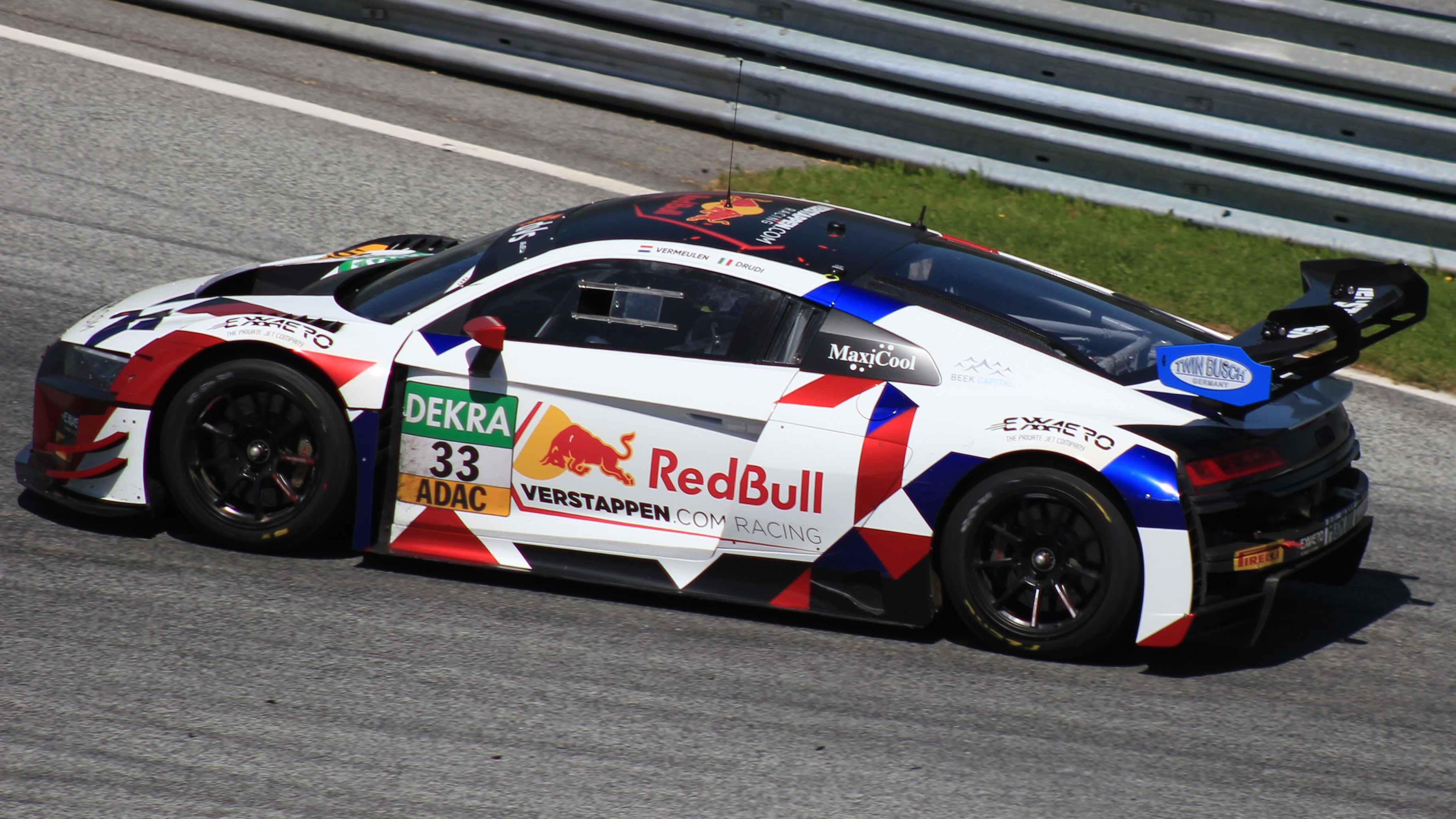
Mattia Drudi beim ADAC GT Masters in Spielberg im Jahre 2022

Mattia Drudi (* 16. Juli 1998 in Rimini) ist ein italienischer Automobilrennfahrer. Er fuhr ab der Saison 2023 in der DTM und wohnt in Misano Adriatico.

## Karriere
Drudi begann seine Motorsportkarriere 2005 im Kartsport. Sein erster großer Erfolg war ein 2. Platz in der italienischen Formel-4-Meisterschaft im Jahr 2014. Weitere Podiumsplatzierungen folgten 2015 und 2016 im Porsche Carrera Cup in Italien. 2018 siegt er einmalig in der italienischen GT-Meisterschaft. 2019 errang er den 2. Platz beim 12-Stunden-Rennen in Abu Dhabi. Im Jahr 2020 folgte ein 2. Platz bei den 24-Stunden von Spa.

## Statistik

### Karrierestationen
| - 2000–2005 Kartsport - 2014 italienische Formel-4-Meisterschaft 2. Platz - 2015 Porsche Mobil 1 Cup - 2015 Porsche Carrera Cup - 24 Stunden of Spa Support Race - Class A - 2015 Porsche Carrera Cup Germany - Class A - 2015 Porsche Carrera Cup Italia 3. Platz - 2015 ADAC Formel 4 14. Platz - 2016 Porsche Mobil 1 Supercup - 2016 Porsche Carrera Cup Italia 2. Platz - 2017 Porsche Carrera Cup Italia 13. Platz - 2017 Porsche Mobil 1 Supercup 7. Platz - 2017 Porsche GT3 Cup Challenge Central Europe - 2018 Campionato Italiano Gran Turismo - GT3 11. Platz | - 2018 European Le Mans Series - 2017 Porsche Mobil 1 Supercup 5. Platz - 2019 Blancpain GT World Challenge Europe - Silver Cup 3. Platz - 2019 VLN Series - 2019 Italian GT Championship - Sprint - GT3 Pro - 2019 Intercontinental GT Challenge - 2019 ADAC GT Masters - 2019 24H GT Series Championship of the Continents - 2019 24-Stunden-Rennen Dubai - 2020 24H GT Series Championship of the Continents - 2020 24-Stunden-Rennen Nürburgring - 2020 Italian GT Championship - Sprint - GT3 Pro 4. Platz - 2020 GT World Challenge Europe Sprint Cup - 2020 GT World Challenge Europe Endurance Cup - 2020 Intercontinental GT Challenge 7. Platz - 2020 Nürburgring Langstrecken-Serie - VLN Specials SP9 Pro GT3 - 2020 Intercontinental GT Challenge | - 2020 12 Stunden-Rennen Bathurst 11. Platz - 2021 European Le Mans Series LMP3 - 2021 ADAC GT Masters 8. Platz - 2021 Intercontinental GT Challenge 10. Platz - 2021 Nürburgring Langstrecken-Serie - VLN Specials SP9 Pro GT3 - 2021 24 Stunden-Rennen Nürburgring - 2021 Campionato Italiano Gran Turismo Endurance 1. Platz - 2021 GT World Challenge Europe Sprint Cup Pro - 2021 Fanatec GT World Challenge Europe Endurance Cup Powered by AWS - 2022 Fanatec GT World Challenge Europe Endurance Cup Powered by AWS - 2022 Intercontinental GT Challenge - 2022 24 Stunden-Rennen Nürburgring 6. Platz - 2022 ADAC GT Masters - 2022 Nürburgring Langstrecken-Serie - VLN Specials SP9 Pro GT3 - 2023 Intercontinental GT Challenge - 2024 GT World Challenge Europe Endurance Pro Cup |

### ADAC Formel-4-Meisterschaft
| Jahr | Team                       | Fahrzeug       | Platzierung |
| ---- | -------------------------- | -------------- | ----------- |
| 2015 | SMG Swiss Motorsport Group | Tatuus F4-T014 | 14. Platz   |

### Le-Mans-Ergebnisse
| Jahr | Team                 | Fahrzeug                         | Teamkollege | Teamkollege       | Platzierung | Ausfallgrund |
| ---- | -------------------- | -------------------------------- | ----------- | ----------------- | ----------- | ------------ |
| 2025 | Heart of Racing Team | Aston Martin Vantage AMR GT3 Evo | Ian James   | Zacharie Robichon | Rang 36     |              |

### Einzelergebnisse in der FIA-Langstrecken-Weltmeisterschaft
| Saison | Team            | Rennwagen                    | 1   | 2   | 3   | 4   | 5   | 6   | 7   | 8   |
| ------ | --------------- | ---------------------------- | --- | --- | --- | --- | --- | --- | --- | --- |
| 2025   | Heart of Racing | Aston Martin Vantage AMR GT3 | KAT | IMO | SPA | LEM | SAO | AUS | FUJ | BAH |
| 2025   | Heart of Racing | Aston Martin Vantage AMR GT3 | 23  | DNF | 19  | 36  | 31  |     |     |     |

### 24H GT Series powered by Hankook - 992-Pro class
| Jahr | Team                 | Fahrzeug        | Platzierung |
| ---- | -------------------- | --------------- | ----------- |
| 2015 | 3 Dinamic Motorsport | Porsche Carrera | 9. Platz    |

### Porsche Supercup
| Jahr | Team               | Fahrzeug                | Platzierung |
| ---- | ------------------ | ----------------------- | ----------- |
| 2016 | Dinamic Motorsport | Porsche 911 GT3 Cup 991 | Vizemeister |

### 24-Stunden-Rennen auf dem Nürburgring
| Jahr | Team            | Fahrzeug        | Platzierung |
| ---- | --------------- | --------------- | ----------- |
| 2020 | Audi Sport Team | Audi R8 LMS GT3 | 6. Platz    |